# Baldratia halophila
Baldratia halophila är en tvåvingeart som beskrevs av Möhn 1969. Baldratia halophila ingår i släktet Baldratia och familjen gallmyggor. Inga underarter finns listade i Catalogue of Life.